# سیارک ۷۷۰۴
سیارک ۷۷۰۴ (به انگلیسی: 7704 Dellen، نامگذاری:1992EB7) هفت هزار و هفتصد و چهارمین سیارک کشف شده‌ است که در ۱ مارس ۱۹۹۲ کشف شد.
قدر مطلق سیارک برابر ۱۳٫۸۰ است.